# Cuero (Candamo)
Cuero (oficialmente en asturiano: Cueru; también Cueiru) es una parroquia del concejo de Candamo, en el Principado de Asturias (España). Alberga una población de 178 habitantes (INE 2011) en 87 viviendas. Ocupa una extensión de 2,61 km².
Está situada en el extremo suroeste del concejo, en la margen derecha del río Nalón. Limita al norte y al oeste con la parroquia de Murias; al este con el concejo de Las Regueras; y al sur con el concejo de Grado.
Tuvo en Cuero su palacio la ilustre familia de los Flórez Valdez, oriundos del concejo de Somiedo. Sin el esplendor de antaño, en sus piedras se aprecia el inexorable paso del tiempo, así como las sucesivas reformas que sufrió. Conocido en el pueblo como Casa de Don Fernando se encuentra en un precioso rincón al lado de una muy antigua panera.
El palacio, de dos plantas, posee una forma rectangular, prolongada por la derecha en una pared que cierra la amplia finca colindante. Lo más interesante del conjunto es la hermosa capilla del lateral izquierdo, construida con muy bien trabajados sillares y presentado una bella portada, con frontón partido y escudo de la familia en el tímpano; aparece rematada por una espadaña, pudiendo fecharse entre los siglos XVII y XVIII, dentro del estilo barroco.
Tiene también su interés la iglesia parroquial de San Nicolás de Bari, construida en 1884 y ubicada en un espacio de singular encanto, en el pequeño cementerio y la semicircular bancada de piedra, desde la que se abre a nuestros ojos la vega de Grado, con su villa al fondo.

## Poblaciones
Según el nomenclátor de 2011 la parroquia está formada por las poblaciones de:
- Las Ablanosas (aldea): 3 habitantes.
- El Campillín (aldea): 4 habitantes.
- Cuero (Cueru en asturiano (lugar): 156 habitantes.
- Puente de Peñaflor (La Ponte Peñaflor) (aldea): 15 habitantes.